# Maxine Matilpi
Maxine Matilpi (1956) é uma artista Kwakwaka'wakw de Alert Bay, no Canadá.
O seu trabalho está incluído nas colecções do Seattle Art Museum, do McCord Museum e do Museu de Belas Artes de Boston.